# Palacio de Montarco
El palacio de Montarco se localiza en el término municipal de Ciudad Rodrigo en la provincia de Salamanca (España). El palacio fue construido a finales del siglo XV, de estilo renacentista. En el año 1958 fue declarado Bien de Interés Cultural (BIC). En 2007 fue rehabilitado.

## Ubicación
El palacio de Montarco está situado en uno de los lugares principales y de mayor raigambre nobiliaria del casco histórico de Ciudad Rodrigo, como es la plazuela de San Isidoro (hoy del Conde), a escasos metros de la catedral y desde una localización que permite al paseante disfrutar de singulares vistas.

## Historia
Durante los siglos XIII, XIV y XV, Ciudad Rodrigo alcanza una de las épocas de mayor esplendor, lo que facilitó la construcción de algunos de sus edificios más importantes. Fue justo en esta época cuando se construyó el palacio de Montarco.
El promotor del palacio fue el licenciado Francisco Hernández de Ávila y Tiedra, conocido como el licenciado Tiedra, que fue alcalde de esta ciudad en 1499, año del inicio de la edificación del palacio. Casado con Doña Aldonza Núñez de Caraveo, el matrimonio engalanó la portada con sus escudos.
Frente al palacio existió hasta comienzos del siglo XVI una hilera de casas y un horno que pertenecían a don Bernardo Núñez Dávila y Tiedra, Arcediano de Capaces, hijo del Licenciado Tiedra, que mandó derribarlas. Vendió sus solares en 1524 al Ayuntamiento por 30.000 maravedís, con la condición de no edificar nunca en ellos y que quedaran para siempre como plaza pública de la ciudad. Gracias a esto se puede contemplar el Palacio en toda su extensión y admirar esta vista, una de las más bonitas que se ofrecen en su entrada por la puerta del Conde.
El Palacio –formando parte del mayorazgo familiar del licenciado Tiedra- fue desde 1600 pasando de generación en generación a sus descendientes, que desde el siglo XVII llevaban como apellido el de Castro, nombre con el que también se conoció este palacio. Fueron los de este linaje personas de gran relevancia social que participaron en la historia de Ciudad Rodrigo, tomando parte en sus hechos militares y ejerciendo como regidores en el Ayuntamiento.
Este hecho contribuiría a que el palacio de Montarco mantuviera su categoría, ya que durante el siglo XVII y primeros años del XVIII, Ciudad Rodrigo entra en una época de decadencia, agravada por ser escenario de diversas guerras, como la de la Guerra de Restauración portuguesa o la de Sucesión, en la que los aliados pusieron sitio a la plaza.
La posición de Ciudad Rodrigo como plaza fortificada entre Portugal y Salamanca le hizo tener un papel singular en la Guerra de la Independencia. Durante el sitio francés de 1810 el Mariscal francés Michel Ney tomó la plaza de Ciudad Rodrigo el 9 de julio tras un sitio de 24 días. Las tropas españolas del Mariscal Andrés Pérez de Herrasti hicieron una valiente defensa, rindiéndose solo cuando los franceses abrieron una brecha en las murallas. Durante esta época, el palacio de Montarco tuvo diversos usos, siendo desde cuartel hasta hospital militar. Un año y medio más tarde, estando el ejército francés de retirada, el general británico Wellington iniciaría el 9 de enero de 1812 el Sitio de la ciudad. En su paso por Ciudad Rodrigo, el palacio de Montarco fue el cuartel general de Wellington. Finalmente, tomaría la ciudad a los franceses la noche del 19 de enero tras abrir dos brechas en las murallas. Durante el sitio murieron los generales británicos Henry Mackinnon y Robert Craufurd. Tras la captura de la plaza, Wellington dirigió su ejército a Badajoz.
En recompensa por la liberación de la ciudad, a Wellington se le dio el título de Duque de Ciudad Rodrigo. La relación estrecha entre el actual Duque de Wellington y los actuales propietarios del palacio de Montarco se mantiene intacta en nuestros días.
En la década de 1860, ya abolidas las normas vinculadoras, fue comprado por don Juan José de Vicente, como paneras para almacenar el grano de sus innumerables fincas. El Conde de Montarco, posterior propietario, emprendió la rehabilitación del palacio que mereció considerarse monumento artístico desde 1958, perteneciendo a dicha familia hasta el año 2006 en que se vendió a sus actuales propietarios.

## Arquitectura

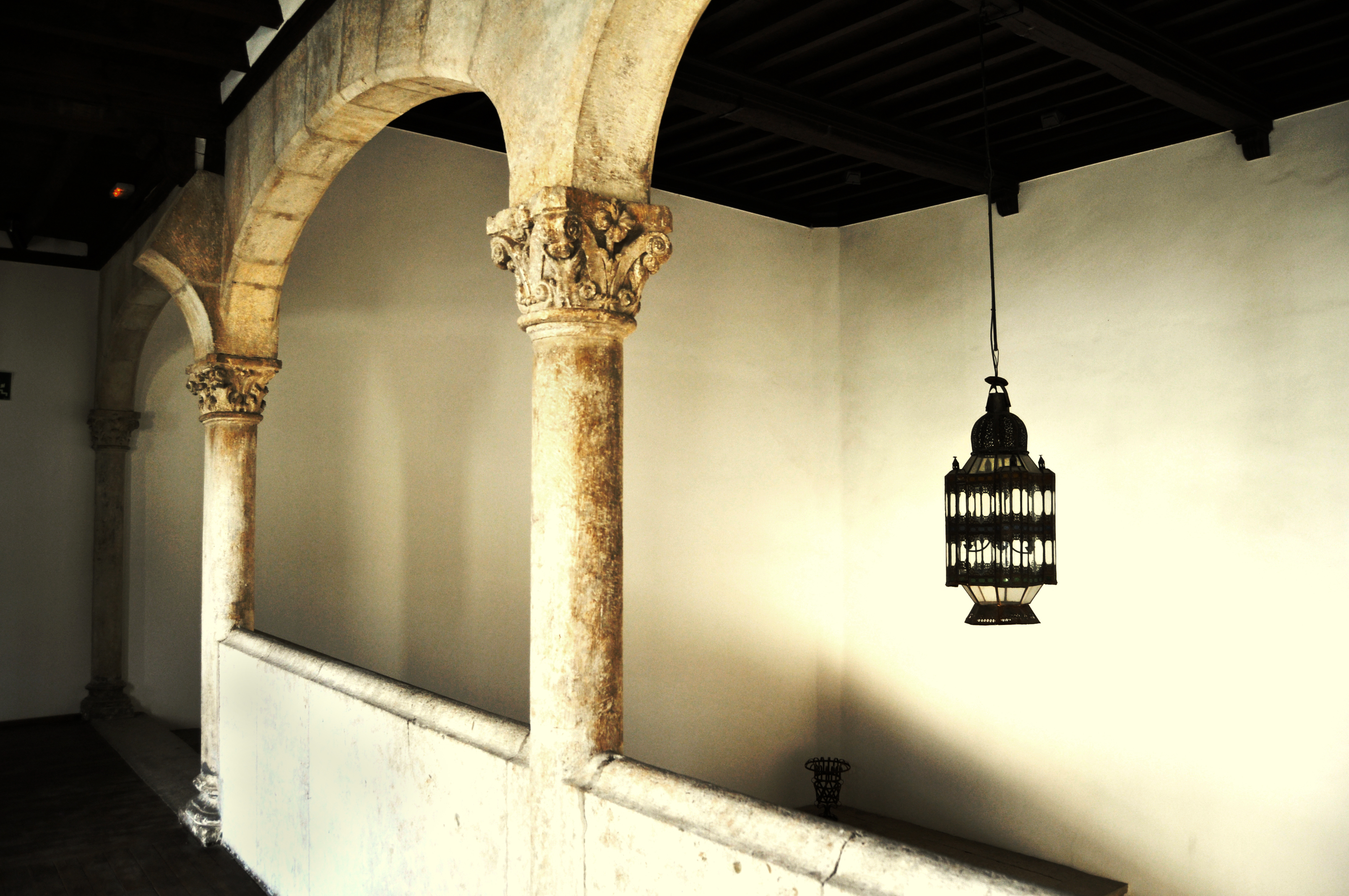
Escalera del Palacio

El Palacio de los Ávila y Tiedra inició su construcción en el año 1499. Su estilo es de transición de gótico a plateresco. Se trata de un palacio de piedra de sillería bien labrada y asentada de forma regular, acercándose más a lo renacentista que a lo gótico, aunque los detalles ornamentales sean todavía góticos. La principal característica por la que palacio de Montarco se considera un edificio singular dentro del conjunto del patrimonio arquitectónico español es que fue concebido como casa-palacio, de modo que fuera palacio y residencia familiar, frente a las construcciones de la época, que tenían un carácter más defensivo. Dicha peculiaridad le confiere un estilo completamente innovador, desde el punto de vista arquitectónico dentro de los cánones establecidos. 
La fachada presenta una portada de dintel adovelado y basas góticas, con alfiz y columnas torsas rematadas por leones y ventanas con adornos góticos. Se puede considerar una de las mejores realizaciones de la arquitectura civil española en estilo gótico. Un gran escudo central esculpido preside la puerta. 
La portada con sus escudos; en el central, primorosamente labrado, los castillos y el león representan el linaje de Enríquez; el segundo cuartel es el conocido león con la estrella y la flor de lis de los Núñez de Ciudad Rodrigo; y el tercero, las cinco caras surmontadas de un yelmo que se refiere a los Caraveo. Las estrellas y las lises, de los Núñez de Ciudad Rodrigo, se escogen como motivo decorativo de algunas de las ventanas del Palacio.
Consta de unas proporciones auténticamente majestuosas y de muy buen gusto, teniendo en cuenta que sus cuatro muros exteriores se hallan exentos.
En la época existía la costumbre de pintar el nombre de los que obtenían el título de Doctor en las fachadas de los edificios importantes, por eso, sobre la puerta, existe un ``Vitor´´ dedicado al doctor Barrientos, canónigo doctoral de la Catedral que nada tiene que ver con su familia. La cornisa en que remata está decorada en su orden inferior a modo de dentículos y el superior imitando una vara en la que serpentea una filacteria.
La distribución interior es regular y se desenvuelve en torno al patio cuadrado central. Los aposentos de la planta baja están tirados a escuadra y de forma rectangular. Cuenta también con caballerizas, cochera, bodega, archivo, paneras y habitaciones para el servicio. La fachada principal está situada a Levante. En el centro del patio se halla un pozo, muy útil en una ciudad expuesta a continuos asedios, además de ser un elemento ornamental. El antedicho patio se supone que pudo construirse al menos un siglo después que la fachada principal, dada la diferencia de estilo entre ambos. En su muro norte resaltan dos escaleras de caracol.
Dieciséis sencillas columnas de piedra sostienen una galería alta en el interior del palacio, originariamente abierta, según costumbre en la arquitectura local, pero cerrada en el siglo XIX. El escudo de los Manrique preside la escalera principal.
De las ventanas del piso superior, tres de ellas son maineles y montantes, de tracería en cruz, como las ventanas del gótico francés, raramente encontradas en España. Estas tres, más las otras dos, que son más simples, cuentan con molduras decoradas a base de follaje, basas góticas y antepechos.
La línea inferior de vanos la forman cinco pequeñas ventanas de medio punto.
Esta casa-palacio, junto a la Casa de las Conchas de Salamanca, es uno de los exponentes de la arquitectura civil renacentista salmantina, así como un referente a nivel nacional.

## Uso actual

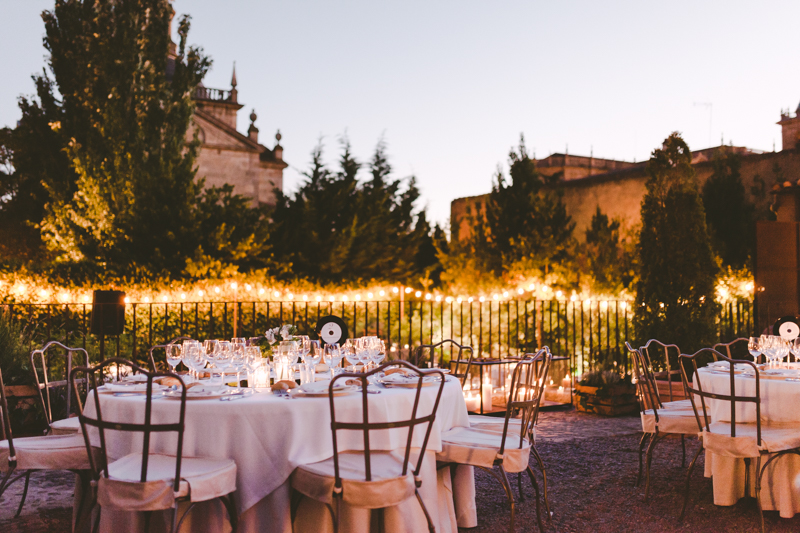
Jardines del Palacio en una boda.

Los actuales propietarios adquirieron el Palacio con el fin de devolver su esplendor original al edificio y a Ciudad Rodrigo. Después de varios años de intensa labor de rehabilitación y recuperación del patrimonio la familia no reside en él, sino que el palacio tiene actualmente como finalidad albergar todo tipo de eventos de carácter familiar y privado, empresarial, institucional, artístico ... que permite disfrutar de momentos exclusivos de tranquilidad y relax. Estos usos requieren, por una parte, disponer de espacios amplios, luminosos, adaptables y bien comunicados, y por otra, una serie de instalaciones, servicios y tecnologías modernas para hacerlos más cómodos y seguros.
En 2007 fue rehabilitado conservando los elementos arquitectónicos y decorativos del palacio e, incluso, recuperando y destacando algunos que se habían ido perdiendo o deteriorando por el paso del tiempo y los distintos usos a los que dio soporte el palacio a través de su larga e intensa historia. Gracias a estos trabajos, se han descubierto elementos perdidos: arcos, muros, celdas, jardines, que pueden ahora verse y utilizarse, ya que dan testimonio de otras épocas, otros usos y otras formas de vida.
Además, en el año 2012 se convirtió en hotel de lujo. El hotel cuenta con tres suites con todas las comodidades y vistas a los jardines del palacio, que lindan con la muralla de Ciudad Rodrigo.
El proyecto de rehabilitación fue concebido y dirigido por el arquitecto Antonio Junco. La familia se ha implicado directamente durante el proceso de rehabilitación y decoración, seleccionando algunos destacados elementos, como tapices renacentistas y un tondo romano del siglo II A.C., combinándolos e integrándolos con los conceptos más avanzados de decoración.
Ha sido restaurado con el mayor respeto por el edificio original, destacando sus elementos clave, y tiene como principales materiales de construcción elementos naturales como la piedra, la madera, la cal y el barro cocido. Se combinan en un equilibrio integrado las formas, materiales y sistemas constructivos clásicos con las más modernas instalaciones, servicios y sistemas de seguridad.

## Distribución actual y servicios que ofrece
El palacio está distribuido en dos plantas, cuenta con ocho salones de diferentes formas y capacidades (Salón de Conde, Salón de Carruajes, Salón de Condesa, Salón de Catedral, Salón de Galería, Torreón calle Cáceres, Torreón de la Muralla y Salón del Guadarnés y Archivos), con un claustro central y amplios jardines renacentistas. 

## Anécdotas
Durante los trabajos de restauración recientes se encontraron varios pasadizos secretos que conducían tanto a la catedral como al exterior de las murallas de la ciudad. Igualmente, la bodega del Palacio procede de una construcción previa que data del siglo XIII.